# Siechnice
Siechnice est une ville de Pologne, située dans l'ouest du pays, dans la voïvodie de Basse-Silésie. Elle est le chef-lieu de la gmina de Siechnice, dans le powiat de Wrocław.

## Histoire
De 1742 à 1945, Tschechnitz fait partie de l'arrondissement de Breslau dans le district de Breslau au sein de la province de Silésie.